# 마전동 (인천)
마전동(麻田洞)은 인천광역시 서구의 북부에 위치한 검단 지역의 마전동 일부를 관할하는 행정동이다.

## 연혁
- 1995년 3월 1일 : 경기도 김포군 검단면이 인천광역시 서구로 편입되어 검단동으로 변경
- 2006년 9월 1일 : 검단4동이 검단1동에서 분동
- 2018년 7월 1일 : 검단4동을 당하동으로 개칭
- 2019년 11월 4일 : 마전동이 당하동에서 분동

## 법정동
- 마전동(麻田洞): 능내공원 남쪽

## 교육
- 인천마전초등학교
- 인천완정초등학교
- 마전중학교